# Xams al-Din Ali ibn Nàssir al-Din
Xams al-Din Ali ibn Nàssir al-Din fou un príncep mihrabànida que va governar al Kuhistan, fill de Màlik Nàssir al-Din Muhàmmad.
Assegurat el Sistan (1282) i la defensa contra atacs externs, Malik Nasir al-Din Muhammad va poder portar a terme una política exterior força independent i va utilitzar la seva força per ampliar els seus límits; després de rebutjar una banda de saquejadors mongols del Sistan, va enviar el seu fill Xams al-Din Ali cap al Kuhistan, territori vassall dels kàrtides d'Herat governat per les tribus, i se'n va apoderar en els darrers anys del segle xiii. Aviat va tenir problemes per mantenir el control del territori i el seu pare li va haver d'enviar ajut. Es van fer diverses millores com la construcció de canals de reg. Finalment el domini mihrabànida a Kuhistan no va poder subsistir i es va acabar al final del segle xiii.
En la lluita entre el seu pare i el fill gran Malik Rukn al-Din Mahmud, hauria donat suport al primers. Vers 1320 els caps religiosos van imposar una partició de territoris entre tres germans, i a Shams al-Din Ali li va correspondre la comarca d'Uq, amb centre a aquesta ciutat, on va governar fins a una data desconeguda.